# Enicospilus bozai
Enicospilus bozai là một loài tò vò trong họ Ichneumonidae.